# (34668) 2000 XW39
2000 XW39 (asteroide 34668) é um asteroide da cintura principal. Possui uma excentricidade de 0.09450160 e uma inclinação de 19.55040º.
Este asteroide foi descoberto no dia 5 de dezembro de 2000 por LINEAR em Socorro.